# Lovin' Molly
Lovin' Molly is een Amerikaanse dramafilm uit 1970 onder regie van Sidney Lumet.

## Verhaal
In 1925 worden Gid en Johnny allebei verliefd op de geëmancipeerde Molly. Zij kan niet kiezen tussen beide mannen. Daarom besluiten ze met z'n drieën samen te wonen. Het huishouden houdt veertig jaar stand.

## Rolverdeling
| Acteur           | Personage                 |
| ---------------- | ------------------------- |
| Anthony Perkins  | Gid                       |
| Beau Bridges     | Johnny                    |
| Blythe Danner    | Molly Taylor              |
| Edward Binns     | Mijnheer Fry              |
| Susan Sarandon   | Sarah                     |
| Conard Fowkes    | Eddie                     |
| Claude Traverse  | Mijnheer Taylor           |
| John Henry Faulk | Mijnheer Grinsom          |
| Marilyn Burns    | Sarah / Molly (onvermeld) |
| Paul A. Partain  | Willy (onvermeld)         |